# 1875 in Italia

## Avvenimenti
- 12 gennaio: inizio della costruzione del Teatro Massimo a Palermo[1].

- 5 aprile: visita ufficiale dell’imperatore Francesco Giuseppe I a Venezia[2].

- 23 maggio è inaugurato a Ferrara il monumento a Girolamo Savonarola

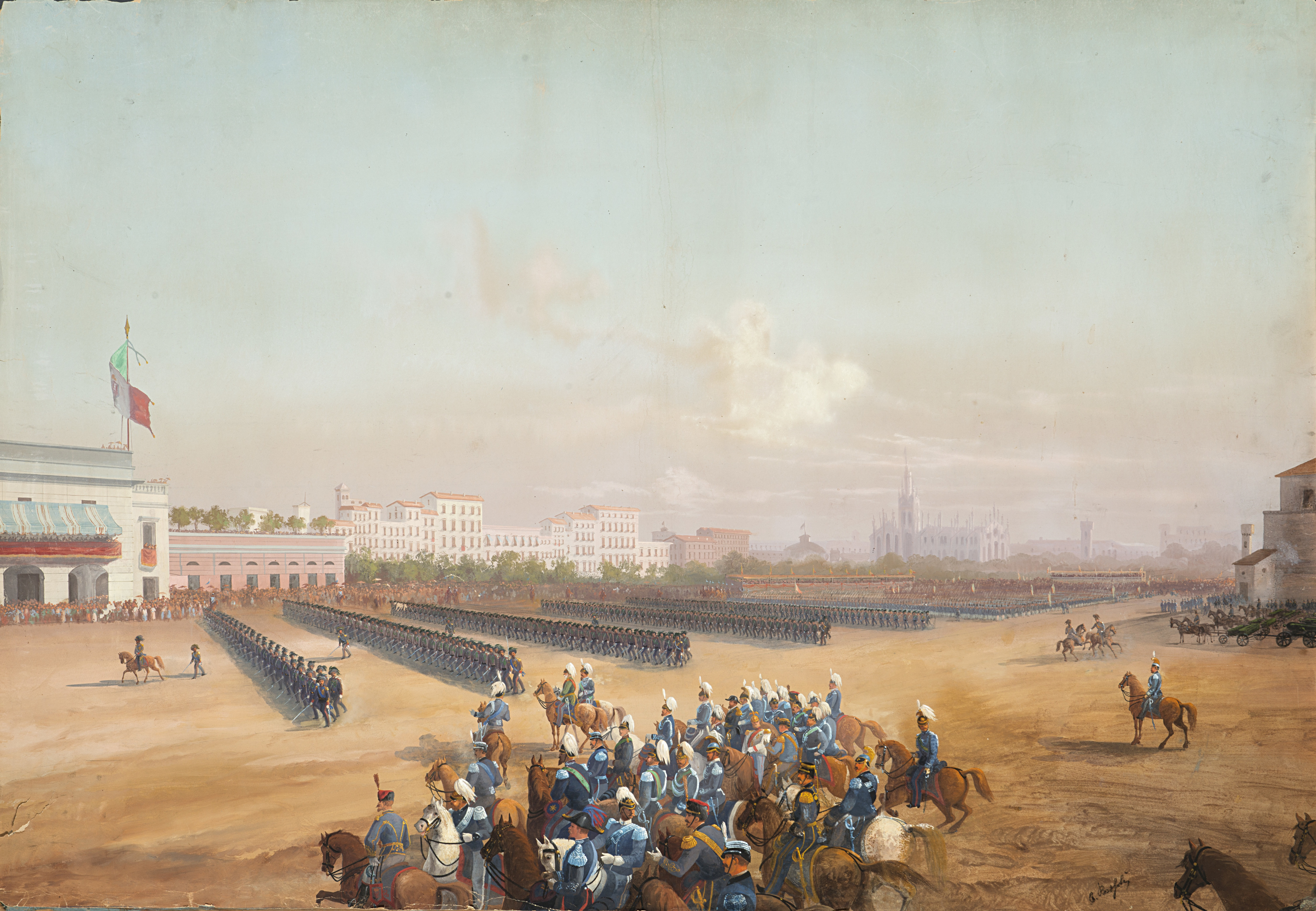
Rivista militare in Piazza d'Armi a Milano in onore di Guglielmo I di Germania.

- 18-23 ottobre: visita ufficiale dell’imperatore Guglielmo I di Germania a Milano[3].

- 19 ottobre: l'anarchico Errico Malatesta entra nella massoneria fino a marzo-aprile 1876[4].

- 13 novembre: il dipinto della Madonna del Rosario arriva al Santuario di Pompei.

- 15 novembre: è attivata la ferrovia Udine-Gemona del Friuli, primo tratto della ferrovia Pontebbana. Il percorso completo, Udine-Tarvisio, sarà attivato nel 1879.

- 20 novembre: muore a Vienna Francesco V d'Austria-Este, ultimo Duca di Modena e Reggio.

## Cultura
- Nasce la Società napoletana di storia patria con un proprio Statuto, approvato il 5 gennaio del 1876.

### Archeologia
- a Corneto è scavata la tomba dei Leopardi, nella necropoli dei Monterozzi.
- Giuseppe Fiorelli pubblica la Descrizione di Pompeii

### Letteratura
- sono pubblicati:
  - Eros, romanzo di Giovanni Verga.
  - Tigre reale, romanzo di Giovanni Verga.

### Musica
- apre a Roma il Conservatorio di Santa Cecilia.